# Joaquin Villa García
Joaquin Villa García (Mieres, 4 de juny de 1961) és un exfutbolista asturià, que ocupava la posició de davanter.

## Trajectòria
Després de jugar a l'Irún i a l'Sporting Atlético, a la 83/84 debuta a primera divisió amb el primer planter de l'Sporting de Gijón. Durant un parell de temporades alterna el filial i l'esquadra de la màxima categoria, fins a consolidar-se a l'Sporting a la 87/88, en la qual hi marca 12 gols. Seria titular durant dos anys més a l'equip asturià, encara que la seua xifra golejadora seria més modesta.
L'estiu de 1990 fitxa pel Deportivo de La Coruña, que estava a la Segona Divisió. Eixa temporada marca 8 gols en 35 partits, i els gallecs ascendeixen a Primera. De nou a la màxima categoria, el davanter hi roman dues campanyes al Deportivo, tot sent suplent.